# Dragušica
Dragušica (cyr. Драгушица) – wieś w Serbii, w okręgu szumadijskim, w gminie Knić. W 2011 roku liczyła 220 mieszkańców.